# Bentiu
Bentiu, també Bantiu, és una ciutat a Sudan del Sud. El 2006 se li calculaven 7.700 habitants.

## Localització
Bentiu està situada al comtat o districte de Rubkona, a l'estat Unity (Unitat), a Sudan del Sud, prop de la frontera internacional amb el Sudan. Està a aproximadament 654 km per carretera al nord-oest de Juba, la capital i la principal ciutat del país. >Bentiu es troba a la riba sud del riu Bahr al-Ghazal que el separa de la ciutat de Rubkona, que està a la riba oposada (nord) del riu. Les dues ciutats estan unides pel Pont al-Salaam (Port de la Pau) que creua el riu. Les coordenades de Bentiu són: 9° 15′ 36.00″N, 29° 48′ 0.00″E (Latitud: 9.2600; Longitud: 29.8000).

## Visió de conjunt
La ciutat és el centre administratiu, polític i comercial de l'estat Unity al Sudan del Sud. El governador estatal té residència a la ciutat. Tanmateix la seu del comtat o districte és Rubkona enfront de Bentiu, a l'altre costat del riu.

## Economia
L'estat és el lloc d'alguns dels dipòsits de petroli més grans a Sudan del Sud. El Heglig Oilfield al nord de Bentiu, creua la frontera entre el Sudan i Sudan del Sud. L'oleoducte del Gran Nil comença al jaciment petrolífer anomenat Unity, a l'estat Unity i s'estén cap al nord al Sudan, a la refineria de Port Sudan, a la mar Roja. Moltes activitat relacionades amb el petroli es porten a terme a Bentiu i rodalia. A la ciutat hi ha una sucursal del Kenya Commercial Bank.

## Infraestructura
Després de les destruccions durant la Segona guerra civil sudanesa, les infraestructura dins i al voltant de Bentiu està sent ara reconstruïdes. Els projectes que s'han rehabilitat, s'han construït o s'han restaurat inclouen els següents:
- Aeroport de Bentiu
- Hospital Civil de Bentiu, Donat i construït per la Corporació Nacional de Petroli de la Xina
- Riu Bahr el Ghazal, dragat per permetre el pas lliure de les barcasses
- Nou mercat de Rubkona, font principal de productes frescos per a les dues ciutats

## Educació
Bentiu és també la localització per a la planejada Universitat del Nil Superior Occidental, una promesa dels oficials d'educació de l'estat per accelerar el sistema d'ensenyament superior a l'Estat Unity. Bentiu té tres escoles primàries i dos escoles d'ensenyament secundari. Aquestes escoles estaven ensenyant en àrab abans de 2005 i el 2011 estan ensenyant en anglès.